# Жалпактал
Жалпакта́л (каз. Жалпақтал) — село у складі Казталовського району Західноказахстанської області Казахстану. Адміністративний центр Жалпактальського сільського округу.
У радянські часи село називалось Фурманово.
Населення — 4684 особи (2021; 4562 у 2009, 5242 у 1999, 5170 у 1989).